# Fokin Pervi
Fokin Pervi (del ruso: Фо́кин Пе́рвый), es un jútor del raión de Beloréchensk del krai de Krasnodar, en Rusia. Se sitúa en las tierras bajas de Kubán-Azov, entre los cursos inferiores de los afluentes del Kubán, Bélaya y Pshish, 39 km al noroeste de Beloréchensk y 39 km al este de Krasnodar, la capital del krai. Tenía 107 habitantes en 2011.
Pertenece al municipio Riazánskoye.